# Aleación Heusler

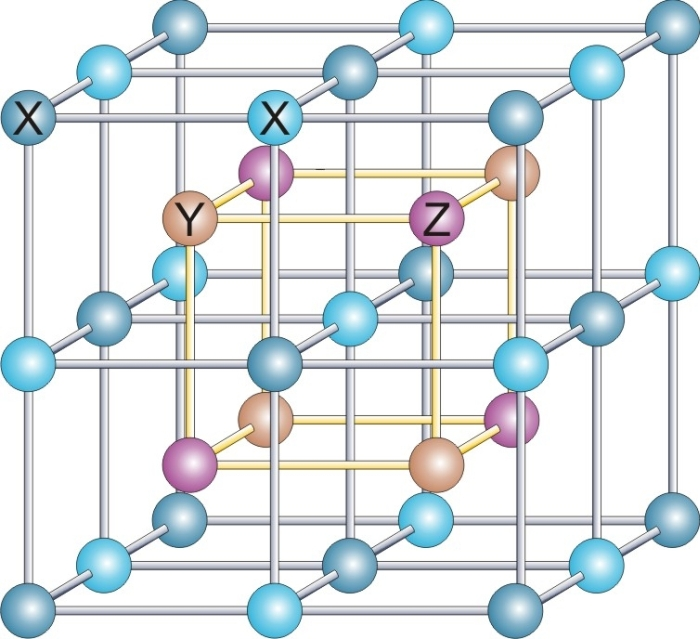
En el caso de los compuestos completos de Heusler con fórmula X_{2}YZ (por ejemplo, Co_{2}MnSi) dos de ellos están ocupados por átomos X (estructura L2_{1}), para los semicompuestos de Heusler XYZ, una subred fcc permanece desocupada (estructura C1_{b})

Una aleación de Heusler es una aleación de metal ferromagnético sobre la base de una fase de Heusler. Las fases Heusler son compuestos intermetálicos con la composición particular y estructura cristalina cúbica centrada en las caras. Son ferromagnético como resultado del mecanismo de doble intercambio entre los iones magnéticos vecinos. Estos últimos son generalmente iones de manganeso, que se sientan en los centros del cuerpo de la estructura cúbica y llevan la mayor parte del momento magnético de la aleación. (Véase la curva de Bethe-Slater para obtener más información acerca de porqué sucede esto.)

## Descubrimiento y propiedades
El término surge por el ingeniero y químico alemán Friedrich Heusler, que estudió una aleación en 1903 que contenía dos partes de cobre, una parte de manganeso, y una parte de estaño (Cu2MnSn). Tenía las siguientes propiedades: Su magnetismo varía considerablemente con el tratamiento térmico y la composición, tiene una saturación de la inducción a temperatura ambiente de alrededor de 8000 gauss, lo que supera la del elemento de níquel (alrededor de 6100 gauss), pero es más pequeña que la del hierro (alrededor de 21.500 gauss). En 1934, Bradley y Rogers mostró que la fase ferromagnética a temperatura ambiente era de una estructura totalmente ordenada del tipo L21. [5] Esto tiene una red cúbica primitiva de átomos de cobre con celdas centradas en el cuerpo alternadas por el manganeso y aluminio. El parámetro de red es de 5.95 angstroms. La aleación fundida tiene una temperatura de solidus de aproximadamente 910 °C. Como se enfría por debajo de esta temperatura, se transforma en fase beta desordenada, sólido, centrada en el cuerpo cúbico. Por debajo de 750 °C, B2 ordenó formas de celosía con una celosía de cobre cúbica primitiva, que es por una subred de manganeso-aluminio desordenada centrada en el cuerpo. [1] [6] enfriamiento por debajo de 610 °C hace más pedidos del manganeso y aluminio sub -lattice a la forma L21. [1] [7] En las aleaciones no estequiométricas, las temperaturas de disminución de ordenar, y el rango de temperaturas anealing, donde la aleación no forma microprecipitados, se hace menor que para el material estequiométrica. [8 ] [9] [1]
Oxley encontró un valor de 357 °C para la temperatura de Curie, por debajo del cual la aleación se vuelve ferromagnético. La difracción de neutrones y otras técnicas han demostrado que un momento magnético de alrededor de 3,7 magnetrones Bohr reside casi únicamente en los átomos de manganeso. [1] [11] A medida que estos átomos son 4,2 Angstroms de diferencia, la interacción de intercambio, que alinea los espines, es probable indirecta y está mediada a través de los electrones de conducción o los átomos de aluminio y cobre. [10] [12]
Los estudios de microscopía electrónica demostraron que los límites de fase opuesta térmicos forma (APB) durante el enfriamiento a través de las temperaturas de pedidos, como dominios ordenados nuclean a diferentes centros de la red cristalina y son a menudo fuera de sintonía entre sí cuando se encuentran. [1] [6] El dominios anti-fase de crecimiento como se recuece la aleación. Hay dos tipos de APB correspondientes a la B2 y L21 tipos de pedido. APB también forman entre dislocaciones si se deforma la aleación. En la APB los átomos de manganeso estarán más cerca que en la mayor parte de la aleación y, para aleaciones no estequiométricas con un exceso de cobre (por ejemplo Cu2.2MnAl0.8), un antiferromagnéticas forma una capa en cada APB térmica. [13] Estos capas antiferromagnéticos sustituyen por completo la estructura de dominio magnético normal y se quedan con las APB si se cultivan por recocido de la aleación. Esto modifica significativamente las propiedades magnéticas de la aleación no estequiométrica con respecto a la aleación estequiométrica, que tiene una estructura de dominio normal. Es de suponer que este fenómeno está relacionado con el hecho de que el manganeso puro es un antiferromagnético aunque no está claro por qué el efecto no se observa en la aleación estequiométrica. Efectos similares se producen en APB en la aleación ferromagnética MNAL en su composición estequiométrica.
Otra aleación útil Heusler es la clase de materiales conocidos como aleaciones de memoria de forma ferromagnéticas. Estos son generalmente compuestos de níquel, manganeso y galio y pueden cambiar su longitud hasta un 10% en un campo magnético.

## Lista de Aleaciones Heusler
- Cu2MnAl
- Cu2MnIn
- Cu2MnSn
- Ni2MnAl
- Ni2MnIn
- Ni2MnSn
- Ni2MnGa
- Co2MnAl
- Co2MnSi
- Co2MnGa
- Co2MnGe
- Co2NiGa
- Pd2MnAl
- Pd2MnIn
- Pd2MnSn
- Pd2MnSb
- Co2FeSi
- Co2FeAl
- Fe2VAl
- Mn2VGa
- Co2FeGe